# Tortula sinuata
Tortula sinuata är en bladmossart som beskrevs av Edwin Bunting Bartram 1964-65 [1965. Tortula sinuata ingår i släktet tussmossor, och familjen Pottiaceae. Inga underarter finns listade i Catalogue of Life.